# Roland Fritzsch
Roland Fritzsch (* 22. April 1929 in Steinheidel; † 23. Oktober 2012 in Dresden) war ein deutscher Forstwissenschaftler.

## Leben
Er wurde als Sohn des Waldarbeiters Fritz Fritzsch (1900–1892) und dessen Ehefrau Paula (1899–1976) in Steinheidel geboren und in der zu Steinbach bei Johanngeorgenstadt gehörigen Häusergruppe Sauschwemme an der Auffahrt zum 1018 m hohen Auersberg im sächsischen Erzgebirge aufgewachsen. Nach dem Schulbesuch studierte er an der Forstwirtschaftlichen Fakultät in Eberswalde. Nach dem Sammeln praktischer Erfahrungen im Ministerium für Land- und Forstwirtschaft und im In- und  Außenhandel der DDR erhielt Roland Fritzsch 1958 eine Stelle am Institut für Forstliches Ingenieurwesen der Technischen Universität Dresden in Tharandt. Dort wurde er 1969 zum Dr. rer. silv. promoviert und wirkte anschließend als wissenschaftlicher Oberassistent an diesem Institut bis 1992. Danach wirkte er als Projektleiter am Institut für Forstnutzung und Forsttechnik in Tharandt. 1995 trat er im 66. Lebensjahr in den Ruhestand. Im Herbst 2012 starb er in Dresden.

## Wirken
Seine Forschungsthemen waren insbesondere Walderneuerung und Aufforstung, worüber er auch mehrfach publizierte. Von bleibendem Verdienst ist vor allem die Entwicklung eines Maschinensystems für Forstbaumschulen und für Walderneuerung. Das Erzgebirge verdankt ihm Methoden zur Mechanisierung für die Wiederaufforstung der durch Industrieabgase aus dem Böhmischen Becken stark immissionsgeschädigten Kahlflächen auf dem Erzgebirgskamm.

## Ehrungen
- 1998 KWF-Medaille